# Emanuel Strömberg
Emanuel Strömberg, en svensk friidrottare (viktkastare) som tävlade för Gävle SGF. Han var hela 211 centimeter lång och hans rekord i viktkastning från 1916 på 10,30 meter stod sig som inofficiellt distriktsrekord fram till 2012 då det slogs av Robert Alneroth.